# 南野薬品
南野薬品株式会社（みなみのやくひん）は、一般用医薬品・工業用薬品・医療器具の卸を業とした日本の企業である。後身はメディセオ・パルタックホールディングスの一社「クラヤ三星堂」である。医薬品の卸売手。地盤は近畿地方。

## 概要
- 本社は大阪府大阪市浪速区戎本町1-3
- 代表取締役社長　　南野俊雄

## 沿革
- 大阪府道修町で卸業を創業
- 昭和初期に大阪市大国町に本社移転し「医家専卸店」となる
- 昭和20年に戦災で大阪市浪速区戎本町1-3に本社移転
- 昭和37年10月大阪府の「厚和薬品」と業務提携し「南野薬品株式会社」として商号変更
- 昭和46年1月厚和薬品・4月田辺薬品（近畿圏域の医薬品卸で製薬メーカーの田辺製薬とは別会社）と近畿圏大型合併により同時に「三星堂」に合併

## 主な取引メーカー
- 武田薬品工業等